# Caçapava do Sul
Caçapava do Sul est une ville brésilienne du Sud-Est de l'État du Rio Grande do Sul, faisant partie de la microrégion des Serras du Sud-Est et située à 264 km au sud-ouest de Porto Alegre, capitale de l'État. Elle se situe à une latitude de 30° 30′ 45″ sud et à une longitude de 53° 29′ 40″ ouest, à une altitude de 277 mètres. Sa population était estimée à 32 574 en 2007, pour une superficie de 2 600 km2.
Le territoire de l'actuelle municipalité commença à se développer en 1796 autour de la découverte de l'or dans le rio Camaquã. De nombreux Anglais et Belges s'installèrent dans la région à la recherche du précieux minerai. Elle fut la deuxième capitale de la République riograndense en 1839 et 1840.
L'économie de la ville se développe autour de l'extraction minérale, produisant 80 % du calcaire extrait dans l'État. Pendant de nombreuses années, elle fut le plus grand producteur de cuivre du pays.
Dans cette ville est né Mathéus Coradini Vivian, défenseur du FC Metz et du FC Nantes.

## Villes voisines
- São Sepé
- Cachoeira do Sul
- Santana da Boa Vista
- Pinheiro Machado
- Bagé
- Lavras do Sul